# Người Mapuche
Người Mapuche (Tiếng Mapuche & Tiếng Tây Ban Nha: [maˈputʃe]) là một nhóm cư dân bản địa miền trung nam Chile và tây nam Argentina, bao gồm một phần của Patagonia ngày nay. Thuật ngữ này dùng để đề cập đến một nhóm dân tộc, những người có chung cấu trúc xã hội, tín ngưỡng và kinh tế, cũng như một di sản ngôn ngữ chung là tiếng Mapudungun. Tầm anh hưởng của họ từng trải từ Thung lũng Aconcagua đến Quần đảo Chiloé và sau đó lan rộng về phía đông đến các đồng cỏ Nam Mỹ thuộc Argentina. Ngày nay, nhóm dân này chiếm hơn 80% dân số các dân tộc bản địa ở Chile và khoảng 9% tổng dân số Chile. Dân Mapuche tập trung ở vùng Araucanía. Nhiều người đã di cư từ các vùng nông thôn đến các thành phố như Santiago và Buenos Aires.
Nền kinh tế truyền thống của dân Mapuche chỉ dựa trên nông nghiệp; tổ chức xã hội truyền thống của họ bao gồm các đại gia đình, dưới sự dẫn dắt của một lonko hoặc tù trưởng. Trong thời chiến, dân Mapuche sẽ đoàn kết lại và bầu một toki (nghĩa là "rìu, người mang rìu") ra làm lãnh đạo. Người Mapuche nổi tiếng với vải dệt làm bởi phụ nữ, vốn là hàng hóa quý để giao thương trong nhiều thế kỷ trước cả khi các nhà thám hiểm và thực dân châu Âu đặt chân đến.
Vào thời điểm Tây Ban Nha xâm lược, dân Mapuche Araucanía sinh sống ở các thung lũng giữa sông Itata và Toltén. Ở phía nam, người Huilliche và Cunco sống tại Quần đảo Chiloé. Từ thế kỷ XVII-XIX, các nhóm Mapuche di cư về phía đông vào dãy Andes và các đồng cỏ, hợp nhất và thiết lập mối quan hệ với dân Poya và Pehuenche. Cùng lúc đó, các nhóm dân tộc của vùng đồng cỏ như Puelche, Ranquel và bắc Aonikenk gặp gỡ các nhóm Mapuche. Người Teuelche bị đồng hóa, bắt đầu sử dụng ngôn ngữ Mapuche và văn hóa Mapuche, quá trình này thường được gọi là Araucanía hóa.
Mapuche tại các khu vực do Tây Ban Nha cai trị, đặc biệt là dân Picunche, giao phối với người Tây Ban Nha trong thời kỳ thuộc địa, tạo thành một quần thể mestizo và mất bản sắc bản địa. Nhưng, các xã hội Mapuche ở Araucanía và Patagonia vẫn tồn tại độc lập cho đến cuối thế kỷ XIX, khi Chile đánh chiếm Araucanía và Argentina chinh phục Puelmapu. Ngày nay, nhiều cộng đồng Mapuche đang đấu tranh về quyền đất đai và quyền của dân bản địa ở cả hai đất nước Argentina và Chile.

## Từ nguyên

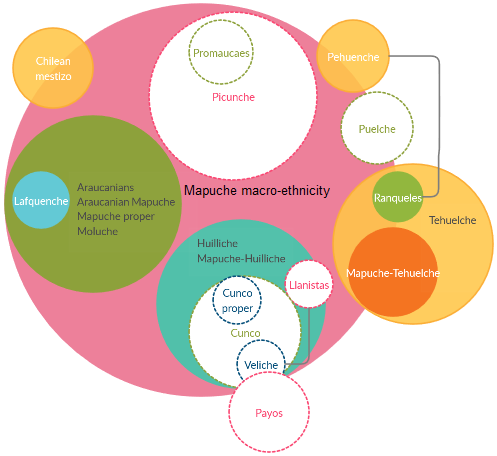
Sơ đồ nhóm dân tộc Mapuche. Phần màu trắng cho thấy các thuật ngữ không còn được sử dụng. Các nhóm dân tiếp nhận ngôn ngữ, văn hóa hoặc có liên hệ tổ tiên là dân Mapuche được biểu thị ở ngoại vi phần màu đỏ sậm.

Ngày xưa, thực dân Tây Ban Nha ở Nam Mỹ gọi người Mapuche là araucanos. Tuy nhiên, thuật ngữ này giờ đây bị coi là miệt thị bởi một số người. Caí tên này nhiều khả năng bắt nguồn từ địa danh rag ko (tiếng Tây Ban Nha là Arauco), nghĩa là "nước chứa nhiều đất sét". Giả thuyết gốc tiếng Quechua là awqa, nghĩa là "kẻ nổi loạn, kẻ thù", có lẽ không đúng.

## Lịch sử

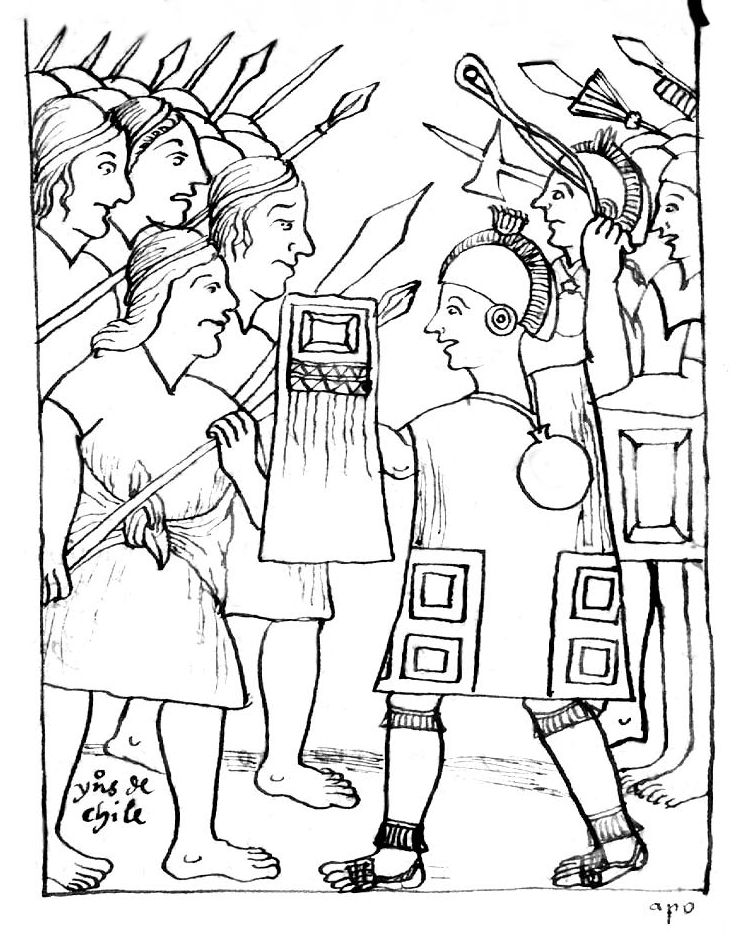
Tranh của Huamán Poma de Ayala vẽ cảnh quân Mapuche (trái) và quân Inca (phải) giao tranh

### Thời kì tiền Colombus
Các phát hiện khảo cổ đã cho thấy sự tồn tại của một nền văn hóa Mapuche ở Chile và Argentina từ 600 đến 500 TCN. Giống dân này khác biệt về mặt di truyền so với các dân tộc bản địa liền kề tại Patagonia. Điều này cho thấy một "nguồn gốc khác hoặc sự tách biệt lâu dài của quần thể Mapuche và Patagonia".
Quân của đế quốc Inca được báo cáo là đã đánh lui tộc Mapuche đến tận nơi giữa sông Maule và sông Itata. Các học giả hiện đại tin rằng biên giới phía nam của đế quốc Inca nằm giữa Santiago và sông Maipo hoặc một nơi nào đó giữa Santiago và sông Maule. Do đó, phần lớn dân Mapuche không nằm dưới sự cai trị của Inca. Thông qua các cuộc chạm trán này, các tộc Mapuche lần đầu tiên gặp gỡ những người có tổ chức nhà nước. Sự tiếp xúc của họ với người Inca đã cho họ một nhận thức tập thể, phân biệt họ và những kẻ xâm lược và hợp nhất họ thành các đơn vị địa chính mặc dù họ thiếu tổ chức nhà nước và lỏng lẻo.
Vào thời điểm người Tây Ban Nha đầu tiên đến Chile, nơi tập trung dân cư bản địa lớn nhất là khu vực kéo dài từ sông Itata đến đảo Chiloé, đó là vùng trung tâm Mapuche. Dân số Mapuche giữa sông Itata và Reloncaví Sound được ước tính là vào khoảng 705.000-900.000 vào giữa thế kỷ XVI bởi nhà sử học Jose Bengoa.

### Chiến tranh Arauco
Sự mở rộng của Tây Ban Nha vào lãnh thổ Mapuche là một phụ lục trong cuộc chinh phạt Peru. Năm 1541, Pedro de Valdivia đến Chile từ Cuzco và thành lập thị trấn Santiago. Các bộ lạc Mapuche miền bắc, gọi là Promaucaes và Picunches, bị thu phục bởi quân Tây Ban Nha.
Năm 1550, Pedro de Valdivia, có tham vọng kiểm soát toàn bộ Chile đến Eo biển Magellan, đi tới miền trung nam Chile để sáp nhập thêm lãnh thổ Mapuche. Từ năm 1550 đến 1553, người Tây Ban Nha đã thành lập một số thành phố tại các vùng đất Mapuche bao gồm Concepción, Valdivia, Imperial, Villarrica và Angol. Người Tây Ban Nha cũng thành lập các pháo đài Arauco, Purén và Tucapel. Tây Ban Nha tiến hành chiến tranh Arauco chống lại Mapuche, một cuộc xung đột lẻ tẻ kéo dài gần 350 năm. Sự thù địch đối với Tây Ban Nha là do người Mapuche không có truyền thống mita giống như người Inca (một hình thức lao động cưỡng bức, trong đó, dân bị trị sẽ phải cung cấp nhân lực để xây dựng các công trình công cộng).

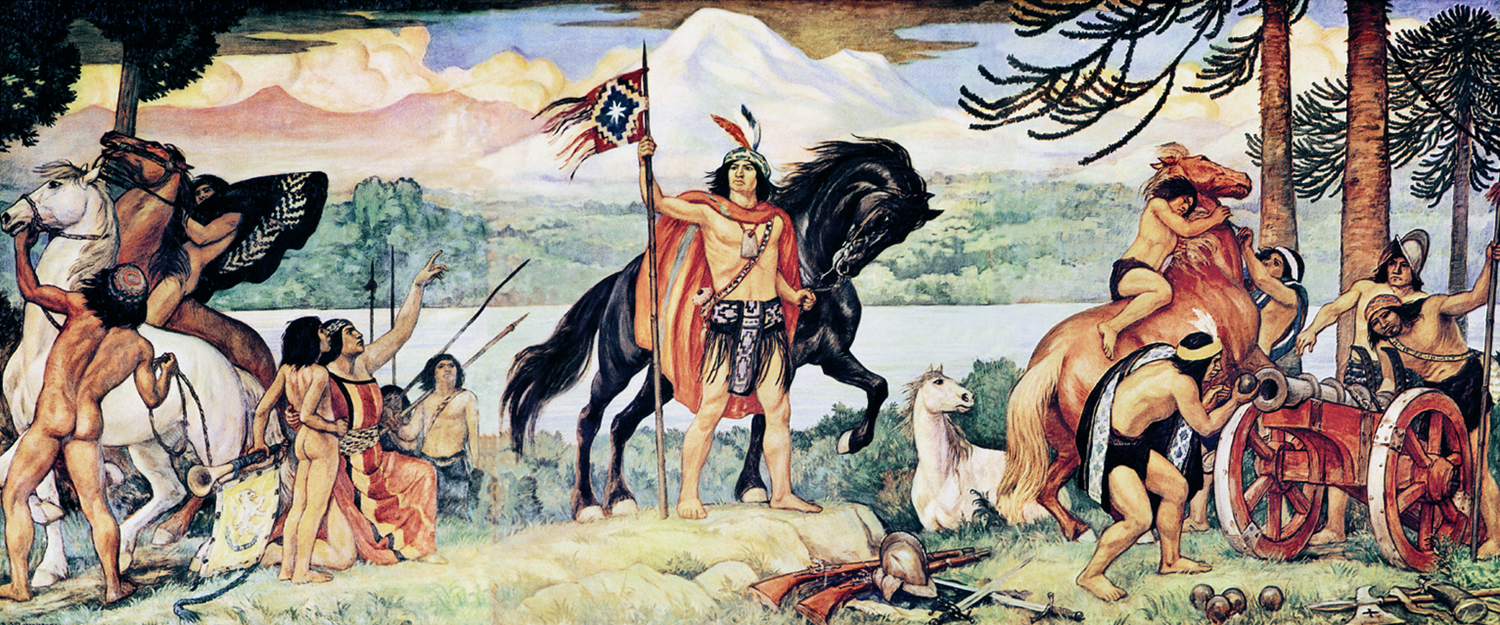
Tranh El joven Lautaro của P. Subercaseaux, mô tả lòng can trường và thông thạo chiến tranh của người Mapuche.

Từ khi thành lập liên hiệp năm 1550 đến 1598, Mapuche thường xuyên quấy nhiễu các khu định cư Tây Ban Nha ở Araucanía. Chiến tranh chủ yếu là các cuộc xung đột nhỏ. Dân số Mapuche giảm đáng kể sau khi tiếp xúc với quân xâm lược Tây Ban Nha do chiến tranh và dịch bệnh. Nhiều người khác chết trong các mỏ vàng thuộc sở hữu của Tây Ban Nha.

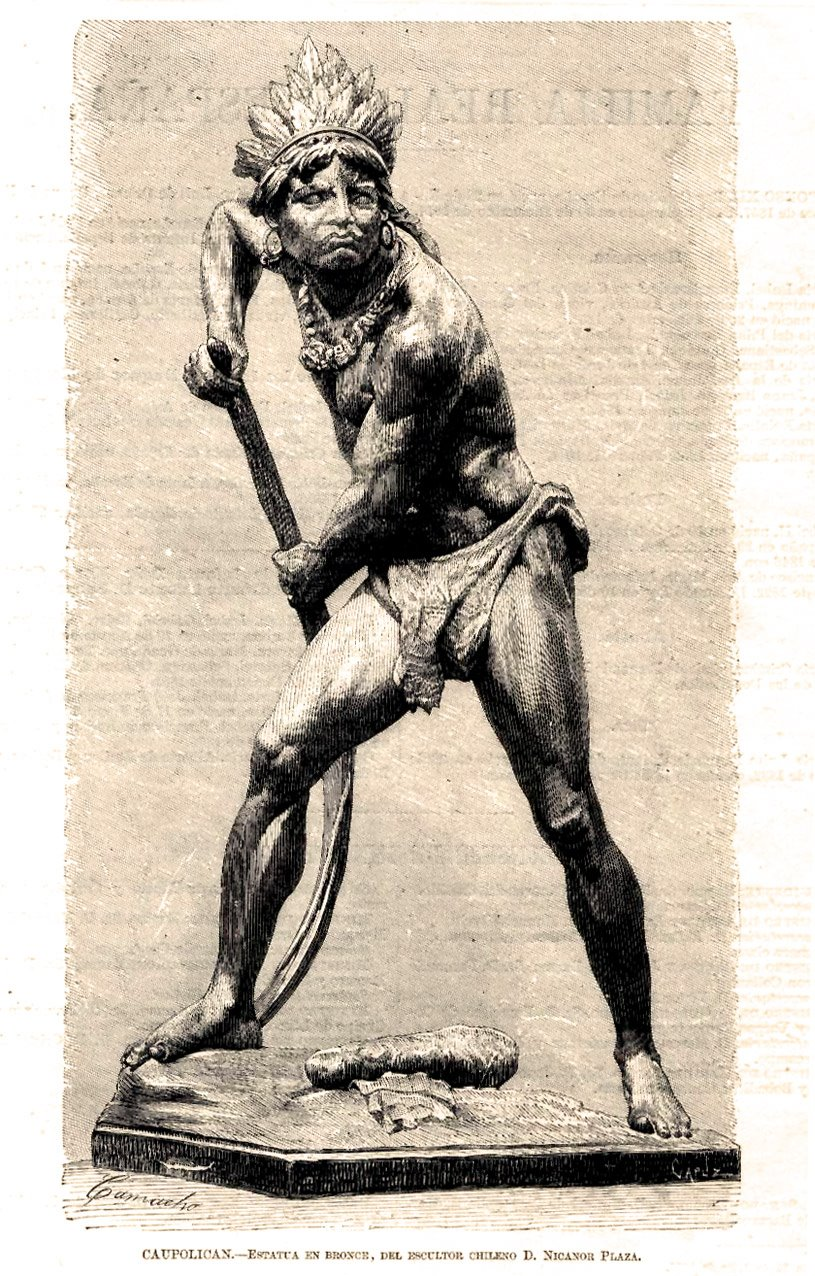
Caupolican bởi Nicanor Plaza

Năm 1598, một nhóm chiến binh từ Purén do Pelantaro cầm quân, người đang trở về phía nam từ một cuộc đột kích ở khu vực Chillán, phục kích Martín García Óñez de Loyola và quân đội của ông trong khi họ đang mất cảnh giác. Quân Tây Ban Nha chết gần hết, trừ một giáo sĩ tên Bartolomé Pérez, người bị bắt làm tù binh, và một người lính tên Bernardo de Pereda.
Trong những năm sau trận Curalaba, một cuộc nổi dậy đồng loạt bởi người dân Mapuche và Huilliche diễn ra. Các thành phố Angol, Imperial, Osorno, Santa Cruz de Oñez, Valdivia và Villarrica của Tây Ban Nha bị phá hủy hoặc bị bỏ hoang. Chỉ có Chillán và Concepción chống lại được các cuộc bao vây và đột kích của Mapuche. Ngoại trừ Quần đảo Chiloé, toàn bộ lãnh thổ Chile ở phía nam sông BíoBío được giải phóng khỏi sự cai trị của Tây Ban Nha.

### Bị sáp nhập vào Chile và Argentina

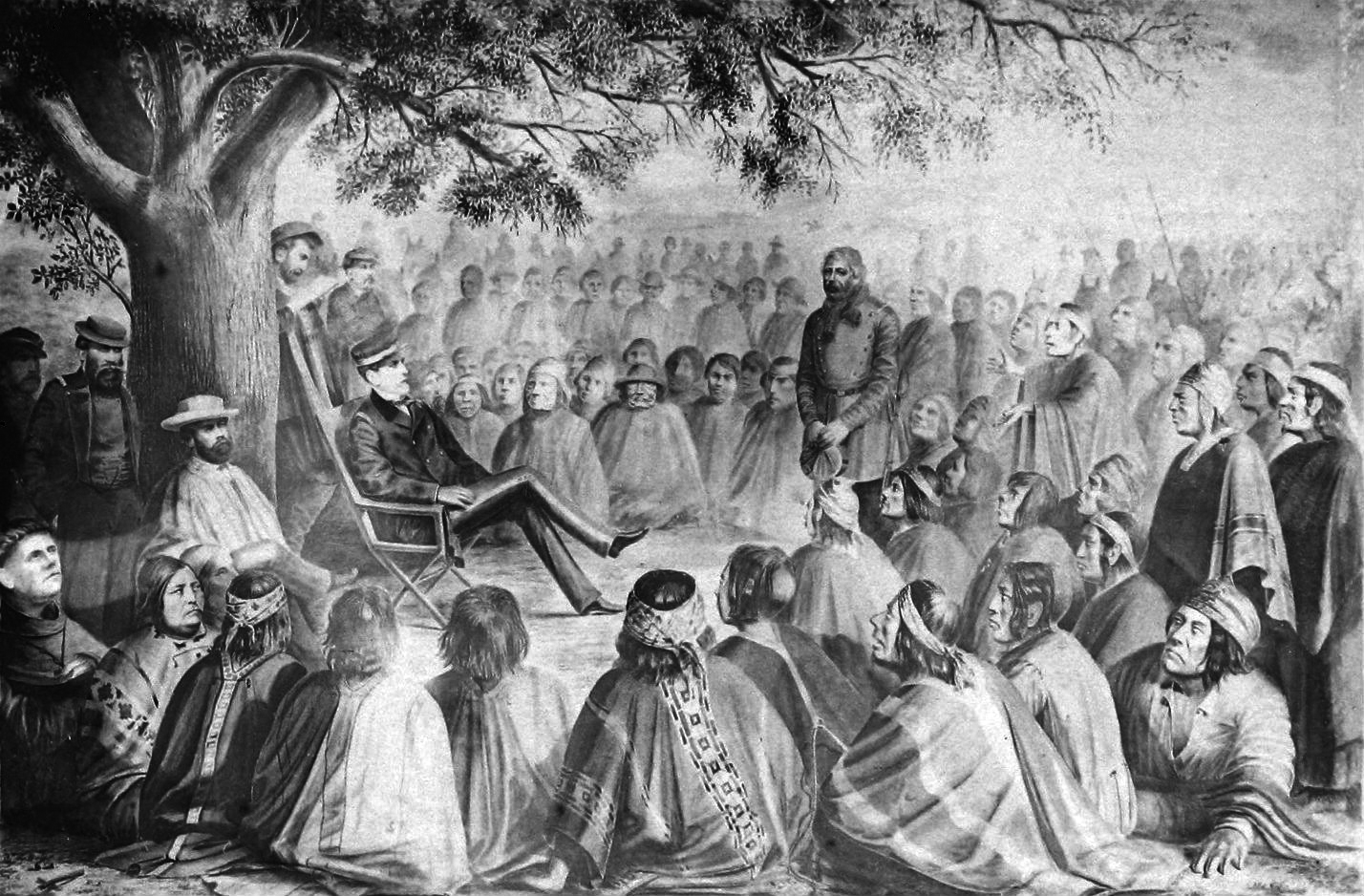
Cornelio Saavedra Rodríguez gặp mặt các lonko của Araucania năm 1869

Vào thế kỷ XIX, Chile mở rộng lãnh thổ nhanh chóng. Chile đã thành lập một thuộc địa tại Eo biển Magellan vào năm 1843. Valdivia, Osorno và Llanquihue được tạo ra để đón người nhập cư từ Đức và lấy đất từ Peru và Bolivia. Sau này Chile cũng đã sáp nhập Đảo Phục Sinh. Trong bối cảnh này, Araucanía bắt đầu bị Chile chinh phục vì hai lý do. Thứ nhất, nhà nước Chile nhắm đến sự liên tục lãnh thổ và thứ hai vùng đất này là nơi duy nhất để nông nghiệp Chile có thể được mở rộng.
Từ năm 1861 đến 1871 Chile đã hợp nhất một số vùng lãnh thổ Mapuche ở Araucanía. Vào tháng 1 năm 1881, sau khi đánh bại Peru một cách quyết định trong các trận Chorrillos và Miraflores, Chile tiếp tục cuộc chinh phạt của Araucanía.
Nhà sử học Ward Churchill cho rằng dân số Mapuche giảm từ nửa triệu xuống còn 25.000 chỉ trong một thế hệ do sự chiếm đóng, nạn đói và bệnh tật. Cuộc chinh phạt Araucanía khiến nhiều người Mapuche phải di dời và buộc phải lang thang tìm kiếm nơi trú ẩn và thức ăn. Học giả Pablo Miramán cho rằng việc giới thiệu giáo dục nhà nước trong Thời kỳ chiếm đóng Araucanía có tác động xấu đến truyền thống Mapuche.

Cờ hiệu của liên hiệp Mapuche trong chiến tranh Arauco.

Trong những năm sau khi bị chiếm đóng, nền kinh tế của Araucanía chuyển từ chăn cừu và gia súc sang một nền tảng dựa trên nông nghiệp và khai thác gỗ.